# Georg Keidel
Georg Keidel (* 27. Oktober 1875 in Philippsburg; † 20. März 1957 im Zug zwischen Bruchsal und Karlsruhe) war ein deutscher Landwirt und Landwirtschaftsfunktionär.

## Leben
Georg Keidel entstammte einer alten badischen Landwirtsfamilie. Sein Vater war Landwirtschafts-Direktor der Zuckerfabrik Waghäusel. Er besuchte das Realgymnasium in Heilbronn. Nach ersten praktischen landwirtschaftlichen Tätigkeiten in Nord- und Süddeutschland studierte er Landwirtschaft an der Landwirtschaftlichen Hochschule Hohenheim und wurde Mitglied des Corps Germania Hohenheim. Das Studium schloss er als Diplom-Landwirt ab. Anschließend bereiste er studienhalber die Provinz Posen, Böhmen und die Schweiz. Seine erste Anstellung fand er als landwirtschaftlicher Beamter bei der Zuckerfabrik Waghäusel. 1915 wurde er Generaldirektor der Ungarisch-Deutschen-Landwirtschafts-AG mit Sitz in Budapest, einer Gesellschaft mit 30.000 Hektar Land und 23.000 Stück Vieh.
1926 kehrte Keidel nach Baden zurück und wurde Präsident des Verbandes Badischer Landwirtschaftlicher Genossenschaften in Karlsruhe. 1929 verschmolz er die bisher separat agierenden Verbände im Norden und Süden Badens. Er war Vorstandsmitglied der Badischen Landwirtschaftskammer und der Mannheimer Produkten-Börse und gehörte dem Landeseisenbahnrat an. Er gehörte den Aufsichtsräten der Regeno Lebensversicherungsbank AG und der Regeno Versicherungsgesellschaften des Reichsverbandes der Deutschen Landwirtschaftlichen Genossenschaften AG, beide mit Sitz in Berlin, an.
Nach der nationalsozialistischen Machtergreifung weigerte er sich, der NSDAP beizutreten. In der Folge wurde er seiner Ämter enthoben und zeitweilig inhaftiert. Nach Ende des Zweiten Weltkriegs wurde er wieder Präsident des Verbandes der landwirtschaftlichen Genossenschaften in Baden und gehörte den Vorständen der Mannheimer Milchzentrale AG und der Deutschen Genossenschaftskasse in Frankfurt am Main an.
Der Freiburger Oberbürgermeister Eugen Keidel und der Vorstandsvorsitzende der Zentral-Genossenschaft Raiffeisen Karlsruhe Walter Keidel waren seine Söhne.

## Auszeichnungen
- Dr. agr. h. c. der Landwirtschaftlichen Hochschule Hohenheim
- Großes Verdienstkreuz des Verdienstordens der Bundesrepublik Deutschland, 1952
- Goldene Raiffeisenmedaille des Deutschen Raiffeisenverbandes